# Lupsapatak
Lupsapatak románul: Valea Lupșii, falu Romániában, Erdélyben, Fehér megyében.

## Fekvése
Nagylupsa közelében fekvő település.

## Története
Lupsapatak korábban Nagylupsa része volt, 1910-ben 898, 1941-ben 947 román lakossal, majd 1956-ban különvált Lunca, Rafileşti (utóbb Valea Şesii része lett) és Micudia; utóbbi később visszakerült.
1966-ban 822, 1977-ben 836 román lakosa volt. 1992-ben 737 lakosából 736 román, 1 magyar, a 2002-es népszámláláskor pedig 767 román lakosa volt.